# Ford D3-plattform
Ford D3-plattform, som inom Volvo kallas P2-plattformen, är Volvo Personvagnars teknikplattform för bilmodellerna Volvo V70 (2000-2007), Volvo XC70 (2000-2007), Volvo S60 (2000-2009), Volvo S80 (1998-2006) och Volvo XC90 (2002-2014). Plattformen ersattes av Y20 plattformen.
Specifika benämningar på P2-bilar:

Volvo S60 (2000-2009) med projektnamn P24

Volvo S80 (1998-2006) med projektnamn P23

Volvo V70 (2000-2007) med projektnamn P26

Volvo XC70 (2000-2007) med projektnamn P26L

Volvo XC90 (2002-2014) med projektnamn P28